# 萬壽里 (臺北市)
萬壽里是台北市萬華區西門次分區轄下的一個里。面積0.1989平方公里，下轄13鄰。2022年止共有人口3,101人。

## 邊界
西側隔淡水河與新北市三重區為界，北側為福星里，東側為中正區，南側為西門里。

## 公共設施
- 臺北市立聯合醫院中醫院區
- 臺北市立聯合醫院疾病防治院區